# The Blackening
The Blackening è il sesto album in studio del gruppo musicale statunitense Machine Head, pubblicato il 27 marzo 2007 dalla Roadrunner Records.

## Descrizione
L'album ha ricevuto ottimi consensi da varie riviste del settore (Metal Hammer, Kerrang!, Rock Louder e Total Guitar hanno espresso giudizi positivi su questo lavoro). Le critiche non sono tuttavia mancate, per via della lunga durata dei brani (attestata in media sui 7 minuti, con una durata totale di poco più di un'ora), lanciate da altri magazine come Rolling Stone.
Il sound dei brani segna un netto ritorno agli esordi e si distacca del tutto dai suoni nu metal di The Burning Red e Supercharger. Pezzi come Beautiful Mourning e Aesthetics of Hate presentano forti sonorità thrash metal anni ottanta, mentre A Farewell to Arms conserva gli aspetti melodici, sparsi comunque negli altri brani del disco. Clenching the Fists of Dissent è una canzone anti bellica, probabilmente riferita alla guerra in Iraq. Aesthetics of Hate è una ferrea risposta di Robb Flynn e Adam Duce (gli autori del testo) allo scrittore William Grim che, in un articolo chiamato Aesthetics of Hate: R.I.P. Dimebag Darrell, Goodbye & Good Riddance, aveva insultato Dimebag Darrell (ucciso da uno squilibrato durante un concerto del suo gruppo, i Damageplan) e tutta la comunità metal, definendola "squallida", "inumana" e "ignorante". La canzone presenta inoltre un riferimento all'album Far Beyond Driven dei Pantera (gruppo in cui Darrel militava) nella seconda strofa ("but it made us driven, such deep reverence, far beyond the rest"). Aesthetics of Hate è stata registrata con la chitarra Washburn "Dimebag Darrell Series", che Darrell regalò a Flynn in seguito ad un particolare avvenimento: mentre erano in tour, il defunto chitarrista entrò ubriaco in scena durante un concerto dei Coal Chamber, facendo l'air guitar e sfasciando, poco dopo, la chitarra di Flynn, sbattendola a terra; alla fine del tour Dimebag regalò la sua chitarra a Flynn in segno di scusa. Il brano è stato, infine, nominato al Grammy Award alla miglior interpretazione metal nel 2008.
La versione limitata dell'album contiene anche un DVD con due video intitolati Making of The Blackening e Sounds of the Underground Tour Diary. Questa versione contiene anche la cover di Battery dei Metallica.

## Tracce
1. Clenching the Fists of Dissent (musica: Flynn/McClain/Demmel; testo: Flynn) - 10:36
2. Beautiful Mourning (musica: Flynn/Demmel; testo: Flynn) - 4:46
3. Aesthetics of Hate (musica: Flynn; testo: Flynn/Duce) - 6:38
4. Now I Lay Thee Down (musica: Flynn/Demmel; testo: Flynn) - 5:34
5. Slanderous (musica: Flynn/Demmel; testo: Flynn) - 5:16
6. Halo (musica: Flynn/McClain/Duce/Demmel; testo: Flynn) - 9:03
7. Wolves (musica: Flynn/Demmel/Duce; testo: Flynn) - 9:01
8. A Farewell to Arms (musica: Flynn/Demmel; testo: Flynn/Duce/Demmel) - 10:15
9. Battery - 5:02 (Metallica Cover)*

(*) = nell'edizione limitata

### Edizione speciale CD
1. "Hallowed Be Thy Name" (Iron Maiden cover) - 7:28
2. "Alan's On Fire" (Poison Idea cover) - 4:00
3. "Negative Creep" (Nirvana cover) - 2:41
4. "Seasons Wither" - 6:16
5. "My Misery" - 4:39
6. "House Of Suffering" (Bad Brains cover) - 2:09
7. "The Possibility Of Life's Destruction" (Discharge cover) - 1:27
8. "Ten Ton Hammer" (Extended Original Mix) - 5:07
9. "Hole In The Sky" (Black Sabbath cover) - 3:33
10. "Colors" (Ice-T cover) - 4:42
11. "Hard Times" (Cro-Mags: Live In New York) - 2:02
12. "Halo (I Want Your Soul)" (Demo 2005) - 6:34
13. "Aesthetics Of Hate (Trashterpiece)" (Demo 2005) - 4:49

### Edizione speciale DVD
1. "Clenching The Fists Of Dissent" (With Full Force 2008)
2. "Now I Lay Thee Down" (With Full Force 2008)
3. "Halo" (With Full Force 2008)
4. "Aesthetics Of Hate" (Rock In Rio 2008)
5. "Davidian" (Rock In Rio 2008)
6. "Imperium" (Download 2007)
7. "Old" (Download 2007)
8. "A Thousand Lies" (Burn My Eyes 10th Anniversary 2004)
9. "The Rage To Overcome" (Burn My Eyes 10th Anniversary 2004)
10. "Death Church" (Burn My Eyes 10th Anniversary 2004)
11. "Blood For Blood" (Burn My Eyes 10th Anniversary 2004)

Uncensored & Unedited Music Videos
1. "Halo"
2. "Now I Lay Thee Down"
3. "Aesthetics Of Hate"
4. "The Making of Halo"
5. "The Making of Now I Lay Thee Down"
6. "The Making of Aesthetics Of Hate"
7. "The Making of The Blackening"

## Formazione
- Robb Flynn – voce, chitarra ritmica, chitarra solista in Aesthetics of Hate and Hallowed Be Thy Name
- Phil Demmel – chitarra solista, cori
- Adam Duce – basso, cori
- Dave McClain – batteria

## Classifiche
| Classifiche (2007) | Posizione massima |
| ------------------ | ----------------- |
| Australia          | 14                |
| Belgio             | 12                |
| Francia            | 36                |
| Germania           | 12                |
| Irlanda            | 23                |
| Italia             | 55                |
| Paesi Bassi        | 29                |
| Regno Unito        | 16                |
| Stati Uniti        | 54                |
| Svezia             | 19                |